# Brian Froud
Brian Froud (né en 1947 à Winchester) est un illustrateur de « féerie » britannique. Il est connu principalement pour ses livres illustrés portant sur les fées et les gobelins ainsi que sa participation au film Dark Crystal en 1982.

## Biographie
Brian Froud est né en 1947 à Winchester.
Brian Froud travaille et vit dans le Devon ; les paysages de ses peintures sont fréquemment inspirés de Dartmoor, en Angleterre. Il est marié à Wendy Froud (Midener), également illustratrice de fantasy et créatrice de Yoda. Ils sont les parents de Toby Froud, concepteur et sculpteur (Weta Workshop et Laika Entertainment).
Brian Froud a travaillé avec Jim Henson sur les films The Dark Crystal et Labyrinth, pour lesquels il a dessiné, avec son épouse, les créatures. Leurs décors ont également été inspirés de ses œuvres. C'est son fils, Toby, qui joua le rôle de Toby, le petit frère de Sarah, emmené par le Roi des Goblins dans Labyrinth.
Il a collaboré avec Terry Jones (scénariste du film Labyrinth), sur The Goblins of the Labyrinth et plus tard sur un certain nombre de livres sans lien avec Labyrinth mais concernant les fées et les lutins. Le dernier paru fut Lady Cottington’s Pressed Fairy Book en 1994.
Un de ses livres d’art les plus célèbres est simplement intitulé Les Fées (Faeries), créé en collaboration avec Alan Lee et publié en 1978. Il a par la suite créé, seul ou en collaboration, de nombreux ouvrages consacrés aux peuples féériques.
En 2019, il recommence à travailler sur l'univers fantasy de Thra en compagnie de son épouse dans le cadre du tournage de la série télévisée prequel de Netflix Dark Crystal : Le Temps de la résistance. Il conçoit entre autres l'apparence de l'Empereur skeksès jeune ainsi que celle du Chasseur skekMal.

### Livres illustrés
- 1971 : Romeo And Juliet
- 1972 : The Man Whose Mother was a Pirate
- 1972 : A Midsummer Night's Dream
- 1975 : Ultra-violet catastrophe ! Or, The unexpected walk with Great-Uncle Magnus Pringle
- 1975 : Are All the Giants Dead ?, Tous les géants sont-ils bien morts? de Mary Norton, couverture de Henri Galeron, Éditions Gallimard, coll. Folio Junior)
- 1976 : The Wind Between the Stars
- 1977 : The Land of Froud
- 1978 : Master Snickup's Cloak
- 1978 : Les Fées (Faeries), avec Alan Lee, éditions Albin Michel
- 1982 : The World of the Dark Crystal
- 1983 : Goblins : Pop-up Book
- 1986 : Goblins of the Labyrinth (réédité dans une version abrégée en 1996 sous le titre The Goblin Companion: A Field Guide to Goblins)
- 1990 : The Dreaming Place
- 1994 : Le Livre de fées séchées de Lady Cottington (Lady Cottington's Pressed Fairy Book), avec Terry Jones, Editions Glénat[1]
- 1996 : Étranges taches et odeurs mystérieuses (Quentin Cottington's Journal of Faery Research: Strange Stains and Mysterious Smells), avec Terry Jones, Editions Glenat
- 1998 : Good Faeries/Bad Faeries, Editions Pavillion
- 2000 : The Faeries' Oracle
- 2003 : Les Runes du Pays des Elfes (The Runes of Elfland), avec Ari Berk, Editions Glenat
- 2004 : Goblins ! avec Ari Berk Editions Glénat
- 2005 : The Secret Sketchbooks of Brian Froud
- 2005 : Chelsea Morning
- 2007 : Brian Froud's World of Faerie
- 2010 : Heart of Faerie Oracle
- 2011 : How to See Faeries, avec John Matthews
- 2012 : Trolls, avec Wendy Froud
- 2014 : Faeries' Tales
- La Bible des Gnomes et des Farfadets, avec Terry Jones, Editions Glénat
- Les Lettres de Fées séchées de Lady Angelica Cottington, avec Ari Berk, Editions Glénat

### SérieFairyland
- 1994 : Something Rich and Strange, par Patricia McKillip
- 1994 : The Wild Wood, par Charles de Lint
- 1996 : The Wood Wife, par Terri Windling
- 2002 : Hannah's Garden, par Midori Snyder

### Bande dessinée
- Les Farfadets (bande dessinée), Editions Albin Michel

## Filmographie
Briand Froud a conçu l'univers visuel et les décors du film Dark Crystal, un film de fantasy réalisé par Jim Henson et Frank Oz et sorti en 1982. En 1986, il assure la direction artistique et la conception des costumes de Labyrinthe, autre film de fantasy, réalisé par Jim Henson seul. En 1988, il participe ponctuellement à la création visuelle du film d'animation Little Nemo: Adventures in Slumberland. En 2000, il participe à la conception visuelle du film d'animation The Life & Adventures of Santa Claus. En 2003, il participe à la conception du film de fantasy Peter Pan.
Brian Froud a également travaillé pour la télévision. En 1988, il participe à la conception de la série télévisée britannico-américaine Monstres et Merveilles (The Storyteller).

## Récompenses
- 1995 : Hugo Award pour [2]
- 1995 : Chesley Awards des Meilleures illustrations intérieures pour Good Faeries/Bad Faeries[3]